# Alcaline (chanson d'Alizée)
Pour les articles homonymes, voir Alcaline.
Singles de Alizée
Blonde
(2014)
Pistes de Blonde
K.-O. Seulement pour te plaire
Alcaline est le deuxième single du sixième album studio Blonde de la chanteuse française Alizée sorti le 18 juin 2014 par le label Sony Music Entertainment.

## Performance dans les hit-parades

### Classement par pays
| Classement (2014) | Meilleure position |
| ----------------- | ------------------ |
| France (SNEP)     | 172                |